# Paco Camino
Paco Camino (eigentlich: Francisco Camino Sánchez; * 14. Dezember 1940 in Camas; † 29. Juli 2024 in Navalmoral de la Mata) war ein spanischer Torero.
Der Sohn des Banderillero Rafael Camino bestritt seine Alternativa 1960 in Valencia unter der Aufsicht von Jaime Ostos Carmona. Er wurde einer der erfolgreichsten Matadore in der zweiten Hälfte des 20. Jahrhunderts. Er war zwanzig Saisons lang aktiv und trat in dieser Zeit mehr als fünfzig Mal bei den Las Ventas de Madrid auf. Mehrfach bestritt er auch Stierkämpfe in Lateinamerika (u. a. Mexiko). Er trat in mehreren Dokumentarfilmen auf und spielte 1966 die Hauptrolle in dem Spielfilm Fray Torero von José Luis Sáenz de Heredia. 2005 wurde er mit der Medalla de Oro de las Bellas Artes ausgezeichnet.
Camino starb am 29. Juli 2024 im Alter von 83 Jahren.